# Anthurium clarinervium
Anthurium clarinervium är en kallaväxtart som beskrevs av Eizi Matuda. Anthurium clarinervium ingår i släktet Anthurium och familjen kallaväxter. Inga underarter finns listade.